# ریکاردو آویلا
ریکاردو آویلا (اسپانیایی: Ricardo Ávila‎؛ زادهٔ ۴ فوریهٔ ۱۹۹۷) بازیکن فوتبال اهل پاناما است.
از باشگاه‌هایی که در آن بازی کرده‌است می‌توان به باشگاه فوتبال کوپر و باشگاه فوتبال خنت اشاره کرد.